# Фантазм 3: Повелитель мертвих
Фантазм 3: Повелитель мертвих (англ. Phantasm III: Lord of the Dead) — американський науково-фантастичний фільм жахів 1994 року сценариста і режисера Дона Коскареллі. Продовження фільму «Фантазм 2» (1988).

## Синопсис
Майк і Реджі продовжують полювати на таємничого Високого Чоловіка, по дорозі виявляючи, що вторгнення вже почалося.

## Акторський склад
| Актор           | Роль            |
| --------------- | --------------- |
| Ангус Скрімм    | Високий Чоловік |
| Майкл Болдвін   | Майк Пірсон     |
| Реджі Банністер | Реджі           |
| Білл Торнбері   | Джоді Пірсон    |

## Виробництво
Майкл Болдвін повернувся до ролі у третій частині після того, як студія Universal витіснила його з другого фільму. Керрі Прайор займався ефектами.

## Випуск
У травні 1994 року фільм мав короткий двотижневий кінотеатральний прокат у Батон-Ружі та Сент-Луїсі. На обох ринках «Фантазм 3» став найкасовішим фільмом за два тижні прокату. За словами Реджі Банністера, студія Universal відмовилася випускати фільм у широкий кінотеатральний прокат через конфлікт з Коскареллі. Фільм вийшов на відео в жовтні 1994 року.

## Зовнішні посилання
- Фантазм 3: Повелитель мертвих на сайті IMDb (англ.)
- Фантазм 3: Повелитель мертвих на сайті AllMovie (англ.)